# Camorim-peba
O camorim-peba ou Camorim-peva (Centropomus ensiferus) é um peixe do Atlântico ocidental tropical. A espécie chega a medir até 36.2 cm de comprimento, prateada com dorso escuro e manchas amarelas na cabeça. Também é conhecida pelos nomes de camurim-sovela, camuripeba, robalete e robalo. Pode ser encontrado no Brasil.

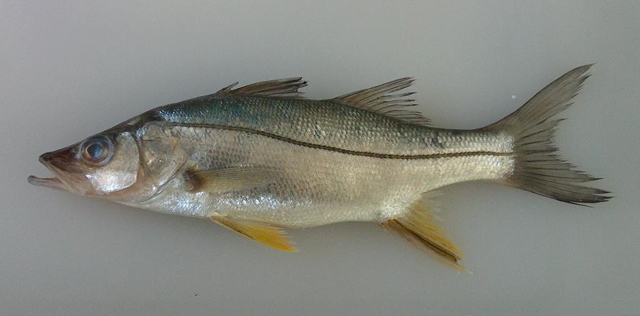
Centropomus ensiferus